# Augustin, roi du Kung-fu
Augustin, roi du Kung-fu je francouzsko-španělský komediální film z roku 1999, který režírovala Anne Fontaine. Snímek měl světovou premiéru 25. srpna 1999.

## Děj
Nemotorný Augustin Don Santos si vydělává jako komparsista v různých filmových produkcích. Jeho herecký talent je omezený, ale to mu nebrání dávat během natáčení herecké tipy hvězdě  Fanny Ardant.
Ve skutečnosti sní o filmové kariéře hvězdy kung-fu jako byl Jackie Chan. Sportu se zpočátku věnuje pouze ve svém obýváku, kde pravidelně poslouchá magnetofonové nahrávky kung-fu filmů. Aby se pořádně naučil bojová umění, chce jet do Číny. Protože na takový výlet nemá dost peněz, skončí místo toho v pařížské asijské čtvrti, kde najde učitele kung-fu a ubytuje se v čínském hodinovém hotelu. Najde si práci v nedalekém obchodě, kde se spřátelí se starším prodavačem Reném.
Od prvního tréninku kung-fu si Augustin uvědomuje, že jeho patologický strach z fyzického kontaktu překáží jeho snu. Aby překonal svou fobii, jde k čínské akupunkturistce Ling, do které se okamžitě zamiluje. Jeho nově nalezené vjemy se však střetávají s jeho strachem z blízkosti a dotyku, což způsobí, že během akupunkturního sezení uteče. Na místní karaoke akci se Augustin a Ling znovu setkají. Když spolu tančí, Augustin se náhle zhroutí. Po propuštění z nemocnice se nastěhuje k Renému.
Ling také cítí náklonnost Augustinovi. Když ji Augustine vidí plakat v náručí svého učitele francouzštiny, Augustine si situaci špatně vyloží a rozhodne se opustit Francii a přestěhovat se do Číny. Po několika letech se Ling, která se mezitím provdala za někoho jiného, setkává s Reném a ptá se ho na Augustina. Usadil se v Číně a také se oženil. Jeho syn pilně trénuje kung-fu, na což je Augustin nesmírně hrdý.

## Obsazení
| Jean-Chrétien Sibertin-Blanc | Augustin         |
| Maggie Cheung                | Ling             |
| Darry Cowl                   | René             |
| Bernard Campan               | Boutinot         |
| Pascal Bonitzer              | režisér          |
| Paulette Dubost              | Madame Haton     |
| Shan Ming                    | profesor kung-fu |
| Patricia Dinev               | Chantal          |
| Anne-Laure Mey               | prostitutka      |
| Winston Ong                  | pan Li           |
| Reinaldo Wong                | recepční         |
| Marc Hoang                   | sólista baletu   |
| Fanny Ardant                 | sama sebe        |
| André Dussollier             | sám sebe         |
| Dany Danh                    | sám sebe         |